# 遠鉄ベトナム
遠鉄ベトナム有限会社（えんてつべとなむ　英文表記：Entetsu Vietnam Co., Ltd. ）は、ベトナム・ハノイ市にある、遠鉄グループの企業。グループとしては初の海外法人。

## 概要
遠州鉄道では2018～2020年度中期経営計画「サバイブ 2020」の4つの重点政策の1つとして、「新たなIT技術による仕組みの構築」を掲げデジタル革新による生産性向上、働き方改革ならびにサービス革新を経営戦略と位置づけ主に社内業務向けにITを活用して来たが、今後はDXへの取り組みを推進し、社内業務だけでなく、ICT技術の急速な進歩で日々変化している顧客の消費行動や価値観に対応するため2021年にベトナムで高度なIT人材を採用しデジタル化に対応できるよう、遠州鉄道全額出資の子会社として開発力を高めるために設立された。 

### 事業内容
遠鉄グループの各種ウェブサイトや業務・受注システムやスマートフォン向けアプリ、グループの遠鉄百貨店の電子商取引サイトなどを開発している。

## 沿革
- 2021年7月2日 - 資本金6,083,400,000ベトナムドンをもって設立、社長に鈴木敏就任[2]。